# 太陽がいっぱい (小説)
『太陽がいっぱい』（たいようがいっぱい、原題: The Talented Mr. Ripley）は、パトリシア・ハイスミスによる 1955 年のサイコスリラー小説。本作でトム・リプリーのキャラクターが登場し、以後4作に渡って登場する。

## ストーリー
トム・リプリーは、ニューヨークで生活費を稼ぐために、手段を選ばず、小さな信用詐欺を繰り返している青年だ。ある日、彼は海運王ハーバート・グリーンリーフから、イタリアの「モンジベロ」（リゾート地ポジターノがモデル）に行き、グリーンリーフの不義の息子ディッキーをアメリカに帰国させ、家業に参加させるよう説得するよう依頼される。リプリーはそれを承諾し、年長のグリンリーフの信頼を得るために、ディッキーとの友情を誇張する。
イタリアに到着して間もなく、リプリーはディッキーとディッキーの恋人マージ・シャーウッドに出会い、ディッキーはトム・リプリーをイタリアの自宅に滞在させることにする。リプリーとディッキーが一緒に過ごす時間が長くなるにつれ、マージは取り残されたような気分になる。しかし、リプリーが来て間もなく、ディッキーの学生時代の友人フレディ・マイルズがディッキーの別荘を訪れる。トムはフレディに嫉妬し始め、ディッキーの忠誠心の揺れ動く姿に苦悩を共有することで、マージとの距離を縮めていく。
ディッキーは、寝室でリプリーの服装や仕草を真似ているリプリーを突然見つけ、動揺する。このときからリプリーは、ディッキーが自分に飽き始めたことを察知し、彼の絶え間ない存在感と個人的な依存心の高まりを恨むようになる。リプリーはディッキーに執着し、ディッキーが与えてくれた裕福な生活を真似して維持したいという欲求がさらに強くなっている。リプリーのために、ディッキーはサンレモでの短い休暇を一緒に過ごすことに同意する。リプリーは、彼が自分を切り捨てようとしていることを察知し、ついにディッキーを殺害し、彼の身分を偽ることを決意する。2人がレンタルした小型ボートで出航すると、リプリーは彼をオールで殴り殺し、アンカーで重くなった彼の死体を海に捨て、ボートを沈める。
リプリーはディッキーになりすまし、ディッキーの信託財産で生活し、ディッキーに捨てられたと確信させるため、慎重にマージに連絡する。リプリーは小切手を偽造し、外見をディッキーに似せて、贅沢な生活を続けようとする。フレディ・マイルズはローマのディッキーのアパートでリプリーに出会うが、すぐに何かおかしいと思うようになる。ついにマイルズが彼に立ち向かったとき、リプリーはアパートにあった重いガラスの灰皿で彼を殺してしまう。その後、彼はローマ郊外で死体を処理し、強盗がマイルズを殺したと警察に信じ込ませようとする。
リプリーはイタリア警察との駆け引きに参加するが、自らのアイデンティティを回復し、ベネチアに移住することで身の安全を確保することに成功する。続いて、マージ、ディッキーの父親、アメリカの私立探偵がリプリーと対面し、ディッキーは鬱病で自殺したのではないかと示唆する。マージはしばらくベニスのリプリーの借家に滞在する。リプリーが持っていたディッキーの指輪を発見した彼女は、真実に気づきかけているように思え、パニックに陥ったリプリーはマージを殺害しようと考えるが、ディッキーがリプリーに指輪を渡したのなら、おそらく自殺するつもりだったのだろうという彼女の言葉に救われる。
物語はリプリーがギリシャに行き、いずれは捕まることを覚悟で旅をするところで終わる。しかし、リプリーはグリーンリーフ家がディッキーの死を認め、ディッキーのエルメス（ヘルメス、ハーミーズ）・タイプライターでリプリーが偽造した遺言に従って、彼の遺産をリプリーに移したことを発見する。この本は、リプリーが幸せな金持ちになるところで終わっているが、彼が永遠にパラノイアに悩まされるかもしれないことも示唆している。最後の段落で、彼は自分を逮捕しようと待ち構えている警官たちを神経質に想像し、ハイスミスは主人公にこう疑問を投げかける。「...これから先、彼が近づくすべての埠頭で警官が自分を待ち受けるのだろうか」。しかし、リプリーはこの疑問をすぐに捨て去り、旅を続ける。

## 日本語訳
- 『太陽がいっぱい』、青田勝訳、角川文庫、1971年
  - 改版『リプリー』同、2000年。解説新保博久

各・当初タイトルは、本作を原作とする映画の邦題である『太陽がいっぱい』。新版は映画「リプリー (映画)」公開による。
- 『太陽がいっぱい』、佐宗鈴夫訳、河出文庫、1993年[1]。再訂版2016年[2]
  - 新版『リプリー』 河出文庫[3]、2000年[4]

## 作品の評価
1956年にアメリカ探偵作家クラブが本作をエドガー賞の最優秀小説賞にノミネートした。1957年にフランス推理小説大賞の翻訳作品部門を受賞。
2019年11月5日、BBC Newsが「最も感動的な小説100選」に本作を挙げた。

## 映像化など

### 映画
- 『太陽がいっぱい』（1960年、原題: Purple Noon）：ルネ・クレマン監督、リプリー役にアラン・ドロン、グリーンリーフ役にモーリス・ロネが出演している。
- 『リプリー』（1999年、原題: The Talented Mr. Ripley）：アンソニー・ミンゲラ監督、リプリー役にマット・デイモン、ディッキー役にジュード・ロウ、マージ役にグウィネス・パルトローが出演している。
- 『Naan』（2012年）：インド・タミル語版[8][9]。

### 配信ドラマ
- リプリー（英語版）（2024年、Netflix）：スティーブン・ザイリアン監督、リプリー役にアンドリュー・スコット、ディッキー役にジョニー・フリン、マージ役にダコタ・ファニングが出演している[10]。全8話、モノクロ。